# Линч, Винсент
Винсент Линч (англ. Vincent Lynch, род. 21 сентября 1968) — барбадосский трековый велогонщик. Участник летних Олимпийских игр 1988 года.

## Карьера
В 1988 году был включён в состав сборной Барбадоса для участия на летних Олимпийских играх в Сеуле. На них выступил в спринте. В его квалификации показал 22-й результат среди 25 участников, что позволило ему выйти в основную часть соревнования. Затем в первом раунде вместе с Хидэки Мивой (Япония) уступил Фабрису Коле (Франция), в результате чего вынужден был участвовать впервом утешительном раунде. Там вместе с Кеном Карпентером (США) и Росманом Алви (Малайзия) уступил Курту Харнетту (Канада) и закончил выступление.